# Andorre aux Jeux olympiques d'hiver de 1984
La principauté d'Andorre participe à ses troisièmes Jeux olympiques d'hiver depuis sa première apparition dans la compétition en 1976 à Innsbruck, en Autriche. Andorre est représentée par deux athlètes aux Jeux olympiques d'hiver de 1984 à Sarajevo en Yougoslavie, tous participent aux compétitions de ski alpin.

## Ski alpin
Homme
| Athlète        | Épreuve      | Manche 1 | Manche 1 | Manche 2 | Manche 2 | Total   | Total |
| Athlète        | Épreuve      | Temps    | Rang     | Temps    | Rang     | Temps   | Rang  |
| -------------- | ------------ | -------- | -------- | -------- | -------- | ------- | ----- |
| Jordi Torres   | Descente     |          |          |          |          | 1:59.06 | 50    |
| Albert Llovera | Descente     |          |          |          |          | 1:57.88 | 48    |
| Albert Llovera | Slalom géant | DNF      | –        | –        | –        | DNF     | –     |
| Jordi Torres   | Slalom géant | DNF      | –        | –        | –        | DNF     | –     |
| Jordi Torres   | Slalom       | DNF      | –        | –        | –        | DNF     | –     |
| Albert Llovera | Slalom       | DNF      | –        | –        | –        | DNF     | –     |